# Осталовичи
Осталовичи (укр. Осталовичі) — село в Перемышлянской городской общине Львовского района Львовской области Украины.
Население по переписи 2001 года составляло 856 человек. Занимает площадь 2.550 км². Почтовый индекс — 81243. Телефонный код — 3263.